# (2023) Asaph
Pour les articles homonymes, voir Asaph.
(2023) Asaph est un astéroïde de la ceinture principale découvert le 23 septembre 1952 à l'Observatoire Goethe Link, près de Brooklyn.
Il a été baptisé en hommage à Asaph Hall, astronome américain.